# Ставок (річка)
Ставок (рос. Ставок) — річка в Україні, у Ковельському районі Волинської області. Ліва притока Стоходу, (басейн Прип'яті).

## Опис
Довжина річки 22 км, похил річки 0,68  м/км, площа басейну водозбору 326  км², найкоротша відстань між витоком і гирлом — 11,57  км, коефіцієнт звивистості річки — 1,90 . Формується багатьма безіменними струмками та 2 штучними каналами.

## Розташування
Бере початок на північній околиці села Мельниці. Тече переважно на північний схід через села Кривлин, Рудку-Миринську, Ситовичі і у Озерному впадає у річку Стохід, праву притоку Прип'яті.

## Цікавинка
- У 60 роки минулого століття річку повністю каналізували. Нині річка значиться як канал Ставкова (рос. Ставковая[2])